# Monumenti degli scavi archeologici di Ercolano
Nella lista seguono i monumenti degli scavi archeologici di Ercolano.

## Insula II
| Pos. | Foto | Nome             | Descrizione | Note                                                 |
| ---- | ---- | ---------------- | --- | ---------------------------------------------------- |
| 1    |      | Casa di Aristide | Scoperta per raggiungere la Villa dei Papiri, al suo interno è stata ritrovata una statua in un primo momento attribuita ad Aristide, poi ad Eschine. | Archiviato il 23 settembre 2014 in Internet Archive. |
| 2    |      | Casa del Genio   | Parzialmente scavata, al suo interno è stata ritrovata una statuetta di un Genio; peristilio con pavimento in cocciopesto e mosaico.                  | Archiviato il 23 settembre 2014 in Internet Archive. |
| 3    |      | Casa d'Argo      | Parzialmente esplorata, al momento dello scavo possedeva un affresco ormai perduto raffigurante Argo che serveglia Io.                                | Archiviato il 23 settembre 2014 in Internet Archive. |
| 4    |      | Bottega          | - | Archiviato il 23 settembre 2014 in Internet Archive. |
| 5    |      | Casa con bottega | - | Archiviato il 23 settembre 2014 in Internet Archive. |
| 6    |      | Thermopolium     | - | Archiviato il 23 settembre 2014 in Internet Archive. |

## Insula III
| Pos. | Foto | Nome                        | Descrizione | Note                                               |
| ---- | ---- | --------------------------- | --- | -------------------------------------------------- |
| 1    |      | Casa dell'Albergo           | È la più grande dell'antica Ercolano ed è così chiamata perché ritenuta originariamente essere un albergo: è anche l'unica casa a possedere un quartiere termale.    | Archiviato il 28 ottobre 2013 in Internet Archive. |
| 2    | -    | Ingresso secondario III.1.  | - | Archiviato il 28 ottobre 2013 in Internet Archive. |
| 3    |      | Casa dello Scheletro        | Frutto dell'unione di tre abitazioni, nel ninfeo è riprodotta una grotta in opus quadratum.                                                                          | Archiviato il 28 ottobre 2013 in Internet Archive. |
| 4    |      | Bottega                     | - | Archiviato il 28 ottobre 2013 in Internet Archive. |
| 5    |      | Ingresso secondario III.11. | - | Archiviato il 28 ottobre 2013 in Internet Archive. |
| 6    | -    | Ingresso secondario III.11. | - | Archiviato il 28 ottobre 2013 in Internet Archive. |
| 7    | -    | Latrine pubbliche           | - | Archiviato il 28 ottobre 2013 in Internet Archive. |
| 8    | -    | Ingresso secondario III.11. | - | Archiviato il 28 ottobre 2013 in Internet Archive. |
| 9    | -    | Ingresso secondario III.11. | - | Archiviato il 28 ottobre 2013 in Internet Archive. |
| 10   |      | Bottega del Lanarius        | Al suo interno è stata ritrovata una pressa per la stiratura dei panni.                                                                                              | Archiviato il 28 ottobre 2013 in Internet Archive. |
| 11   |      | Casa del Tramezzo di Legno  | Viene così chiamata in quanto per dividere l'atrio dal tablino era utilizzato un tramezzo in legno, perfettamente conservato: al suo interno pitture in terzo stile. | Archiviato il 28 ottobre 2013 in Internet Archive. |
| 12   | -    | Bottega                     | - | Archiviato il 28 ottobre 2013 in Internet Archive. |
| 13   |      | Casa a Graticcio            | È edificata quasi del tutto in opus craticium: oltre a pitture in quarto stile, al suo interno sono state rinvenute statuette di Lari, collane e vasi in vetro.      | Archiviato il 28 ottobre 2013 in Internet Archive. |
| 14   | -    | ?                           | - | Archiviato il 28 ottobre 2013 in Internet Archive. |
| 15   | -    | Ingresso secondario III.13. | - | Archiviato il 28 ottobre 2013 in Internet Archive. |
| 16   |      | Casa dell'Erma di Bronzo    | Al suo interno è una riproduzione dell'erma in bronzo del proprietario: il pavimento è in opus sectile, mentre gli affreschi in quarto stile.                        | Archiviato il 28 ottobre 2013 in Internet Archive. |
| 17   |      | Casa dell'Ara Laterizia     | Piccola abitazione, con pochi resti di pitture in secondo stile. | Archiviato il 28 ottobre 2013 in Internet Archive. |

## Insula IV
| Pos. | Foto | Nome                       | Descrizione | Note                                                |
| ---- | ---- | -------------------------- | --- | --------------------------------------------------- |
| 1    |      | Casa dell'Atrio a Mosaico  | Ha atrio completamente pavimentato a mosaico, tablino diviso in tre navate e giardino affrescato.                                                                             | Archiviato il 1º novembre 2013 in Internet Archive. |
| 2    | -    | Ingresso secondario IV.1.  | - | Archiviato il 1º novembre 2013 in Internet Archive. |
| 3    |      | Casa dell'Alcova           | Frutto dell'unione di due abitazioni, al suo interno rimane un unico affresco, quello di Arianna abbandonata da Teseo.                                                        | Archiviato il 1º novembre 2013 in Internet Archive. |
| 4    | -    | Ingresso secondario IV.3.  | - | Archiviato il 1º novembre 2013 in Internet Archive. |
| 5    |      | Casa della Fullonica       | Il suo atrio è stato adibito a fullonica, con la costruzione di due vasche per il lavaggio dei panni.                                                                         | Archiviato il 1º novembre 2013 in Internet Archive. |
| 6    | -    | ?                          | - | Archiviato il 1º novembre 2013 in Internet Archive. |
| 7    | -    | Ingresso secondario IV.5.  | - | Archiviato il 1º novembre 2013 in Internet Archive. |
| 8    |      | Casa del Papiro Dipinto    | È così chiamata per l'affresco di un papiro sulla porta d'ingresso. | Archiviato il 1º novembre 2013 in Internet Archive. |
| 9    | -    | Ingresso secondario IV.8.  | - | Archiviato il 1º novembre 2013 in Internet Archive. |
| 10   | -    | Bottega                    | - | Archiviato il 1º novembre 2013 in Internet Archive. |
| 11   | -    | Bottega                    | - | Archiviato il 1º novembre 2013 in Internet Archive. |
| 12   | -    | Bottega                    | - | Archiviato il 1º novembre 2013 in Internet Archive. |
| 13   | -    | Bottega                    | - | Archiviato il 1º novembre 2013 in Internet Archive. |
| 14   |      | Taberna Vasaria            | Al suo interno si sono conservate numerose anfore. | Archiviato il 1º novembre 2013 in Internet Archive. |
| 15   |      | Taberna                    | Conserva diversi graffiti ed affreschi. | Archiviato il 1º novembre 2013 in Internet Archive. |
| 16   | -    | Taberna                    | - | Archiviato il 1º novembre 2013 in Internet Archive. |
| 17   |      | Taberna di Priapo          | Esternamente un affresco raffigurante Priapo: in un dolium sono state ritrovate delle noci.                                                                                   | Archiviato il 1º novembre 2013 in Internet Archive. |
| 18   | -    | Taberna                    | - | Archiviato il 1º novembre 2013 in Internet Archive. |
| 19   |      | Casa della Stoffa          | Al suo interno sono stati rinvenuti numerose tele. | Archiviato il 1º novembre 2013 in Internet Archive. |
| 20   | -    | Ingresso secondario IV.19. | - | Archiviato il 1º novembre 2013 in Internet Archive. |
| 21   |      | Casa dei Cervi             | Il nome deriva da una statua raffigurante due cervi sbranati da cani: numerosi gli affreschi di amorini, nature morte e divinità, conservate al museo archeologico di Napoli. | Archiviato il 1º novembre 2013 in Internet Archive. |
| 22   | -    | Ingresso secondario IV.21. | - | Archiviato il 1º novembre 2013 in Internet Archive. |

## Insula V
| Pos. | Foto | Nome                          | Descrizione | Note                                                |
| ---- | ---- | ----------------------------- | --- | --------------------------------------------------- |
| 1    |      | Casa Sannitica                | Presenta pitture in primo, secondo e quarto stile, pavimento a mosaico ed un piano superiore.                                                                  | Archiviato il 10 novembre 2013 in Internet Archive. |
| 2    | -    | Ingresso secondario V.1.      | - | Archiviato il 10 novembre 2013 in Internet Archive. |
| 3    | -    | Casa del Telaio               | Viene così chiamata in quanto al suo interno sono stati ritrovati resti di un telaio in legno utilizzato per la tessitura.                                     | Archiviato il 10 novembre 2013 in Internet Archive. |
| 4    | -    | Ingresso V.3.                 | - | Archiviato il 10 novembre 2013 in Internet Archive. |
| 5    |      | Casa del Mobilio Carbonizzato | Oltre a pitture in terzo stile, al suo interno è stato ritrovato un letto carbonizzato.                                                                        | Archiviato il 10 novembre 2013 in Internet Archive. |
| 6    |      | Casa di Nettuno e Anfitrite   | Caratteristica della casa è il mosaico in pasta vitra raffigurante Nettuno e Anfitrite; dalla stessa provengono anche due lastre in marmo dipinte a monocromi. | Archiviato il 10 novembre 2013 in Internet Archive. |
| 7    | -    | Ingresso secondario V.1.      | - | Archiviato il 10 novembre 2013 in Internet Archive. |
| 8    |      | Casa del Bel Cortile          | Parte della decorazione, al momento dell'eruzione, era ancora da terminare: deve il nome al cortile pavimentato a mosaico.                                     | Archiviato il 10 novembre 2013 in Internet Archive. |
| 9    |      | Casa dell'Apollo Citaredo     | Al suo interno resti di pavimenti di opus sectile e affreschi in quarti stile come Apollo citaredo e Selene e Endimione.                                       | Archiviato il 10 novembre 2013 in Internet Archive. |
| 10   |      | Thermopolium                  | - | Archiviato il 10 novembre 2013 in Internet Archive. |
| 11   | -    | ?                             | - | Archiviato il 10 novembre 2013 in Internet Archive. |
| 12   | -    | Ingresso secondario V.9.      | - | Archiviato il 10 novembre 2013 in Internet Archive. |
| 13   | -    | Bottega                       | - | Archiviato il 10 novembre 2013 in Internet Archive. |
| 14   | -    | Bottega                       | - | Archiviato il 10 novembre 2013 in Internet Archive. |
| 15   |      | Casa del Bicentenario         | Esplorata a circa due secoli dall'inizio degli scavi di Ercolano, conserva un cancello scorrevole in legno ed il piano superiore in opus craticum.             | Archiviato il 10 novembre 2013 in Internet Archive. |
| 16   | -    | Ingresso secondario V.15.     | - | Archiviato il 10 novembre 2013 in Internet Archive. |
| 17   | -    | Bottega                       | - | Archiviato il 10 novembre 2013 in Internet Archive. |
| 18   | -    | Bottega                       | - | Archiviato il 10 novembre 2013 in Internet Archive. |
| 19   |      | Bottega                       | - | Archiviato il 10 novembre 2013 in Internet Archive. |
| 20   | -    | Bottega                       | - | Archiviato il 10 novembre 2013 in Internet Archive. |
| 21   | -    | Bottega                       | - | Archiviato il 10 novembre 2013 in Internet Archive. |
| 22   | -    | Bottega                       | - | Archiviato il 10 novembre 2013 in Internet Archive. |
| 23   | -    | Bottega                       | - | Archiviato il 10 novembre 2013 in Internet Archive. |
| 24   |      | Casa della Colonna Laterizia  | - | Archiviato il 10 novembre 2013 in Internet Archive. |
| 25   | -    | Bottega                       | - | Archiviato il 10 novembre 2013 in Internet Archive. |
| 26   | -    | Bottega                       | - | Archiviato il 10 novembre 2013 in Internet Archive. |
| 27   | -    | Taberna                       | - | Archiviato il 10 novembre 2013 in Internet Archive. |
| 28   | -    | Taberna                       | - | Archiviato il 10 novembre 2013 in Internet Archive. |
| 29   | -    | Taberna                       | - | Archiviato il 10 novembre 2013 in Internet Archive. |
| 30   |      | Casa dell'Atrio Corinzio      | Gli ambienti sono decorati in quarto stile: caratteristica la fontana decorata a mosaico.                                                                      | Archiviato il 10 novembre 2013 in Internet Archive. |
| 31   |      | Casa del Sacello di Legno     | Conserva decorazioni in primo stile e pavimento in cocciopesto: in un armadio è stata ritrovata una statuetta di Ercole.                                       | Archiviato il 10 novembre 2013 in Internet Archive. |
| 32   |      | Bottega                       | - | Archiviato il 10 novembre 2013 in Internet Archive. |
| 33   |      | Casa con giardino             | Priva di elementi decorativi, se non qualche affresco in secondo stile, è così chiamata per la presenza di un giardino                                         | Archiviato il 10 novembre 2013 in Internet Archive. |
| 34   | -    | Bottega                       | - | Archiviato il 10 novembre 2013 in Internet Archive. |
| 35   |      | Casa del Gran Portale         | Caratteristico il portale d'ingresso, realizzato con semicolonne e capitelli: all'interno pitture in quarto stile.                                             | Archiviato il 10 novembre 2013 in Internet Archive. |

## Insula VI
| Pos. | Foto | Nome                         | Descrizione | Note                                                 |
| ---- | ---- | ---------------------------- | --- | ---------------------------------------------------- |
| 1    |      | Terme del Foro               | Sono divise in sezione maschile e femminile: conservano tutti gli ambienti tipici di questo tipo di strutture, oltre a mosaici pavimentali ed affreschi.             | Archiviato il 23 settembre 2014 in Internet Archive. |
| 2    |      | Hospitium                    | - | Archiviato il 23 settembre 2014 in Internet Archive. |
| 3    |      | Hospitium                    | - | Archiviato il 23 settembre 2014 in Internet Archive. |
| 4    | -    | Ingresso secondario VI.1.    | - | Archiviato il 23 settembre 2014 in Internet Archive. |
| 5    | -    | ?                            | - | Archiviato il 23 settembre 2014 in Internet Archive. |
| 6    | -    | ?                            | - | Archiviato il 23 settembre 2014 in Internet Archive. |
| 7    | -    | ?                            | - | Archiviato il 23 settembre 2014 in Internet Archive. |
| 8    | -    | ?                            | - | Archiviato il 23 settembre 2014 in Internet Archive. |
| 9    | -    | ?                            | - | Archiviato il 23 settembre 2014 in Internet Archive. |
| 10   | -    | Ingresso secondario VI.1.    | - | Archiviato il 23 settembre 2014 in Internet Archive. |
| 11   | -    | Ingresso secondario VI.13.   | - | Archiviato il 23 settembre 2014 in Internet Archive. |
| 12   |      | Bottega                      | - | Archiviato il 23 settembre 2014 in Internet Archive. |
| 13   |      | Casa del Salone Nero         | Conserva tracce di legno carbonizzato; al suo interno sono state ritrovate venti tavolette cerate ed un sacello in legno.                                            | Archiviato il 23 settembre 2014 in Internet Archive. |
| 14   |      | Bottega ad cucumas           | Presenta degli affreschi, come quattro brocche e Semo Sancus. | Archiviato il 23 settembre 2014 in Internet Archive. |
| 15   |      | Bottega                      | - | Archiviato il 23 settembre 2014 in Internet Archive. |
| 16   |      | Bottega                      | - | Archiviato il 23 settembre 2014 in Internet Archive. |
| 17   |      | Casa del Colonnato Tuscanico | Conserva pitture in terzo stile tra le meglio rinvenute della città; al suo interno sono state ritrovate delle monete d'oro.                                         | Archiviato il 23 settembre 2014 in Internet Archive. |
| 18   |      | Ingresso secondario VI.16.   | - | Archiviato il 23 settembre 2014 in Internet Archive. |
| 19   |      | Thermopolium                 | - | Archiviato il 23 settembre 2014 in Internet Archive. |
| 20   |      | Sacello                      | - | Archiviato il 23 settembre 2014 in Internet Archive. |
| 21   |      | Collegio degli Augustali     | Costruito in onore di Augusto, ospita al suo interno un affresco in quarto stile raffigurante Ercole nell'Olimpo con Giove, Giunone e Minerva ed Ercole con Acheloo. | Archiviato il 23 settembre 2014 in Internet Archive. |
| 22   | -    | ?                            | - | Archiviato il 23 settembre 2014 in Internet Archive. |
| 23   | -    | ?                            | - | Archiviato il 23 settembre 2014 in Internet Archive. |
| 24   | -    | Ingresso secondario VI.21.   | - | Archiviato il 23 settembre 2014 in Internet Archive. |
| 25   |      | Bottega                      | - | Archiviato il 23 settembre 2014 in Internet Archive. |
| 26   |      | Ingresso secondario VI.16.   | - | Archiviato il 23 settembre 2014 in Internet Archive. |
| 27   |      | Ingresso secondario VI.16.   | - | Archiviato il 23 settembre 2014 in Internet Archive. |
| 28   |      | Ingresso secondario VI.29.   | - | Archiviato il 23 settembre 2014 in Internet Archive. |
| 29   |      | Casa dei Due Atri            | Possiede due atri, uno tetrastilo, l'altro con impluvium; alle pareti affreschi di nature morte, mentre in cucina si conserva il forno.                              | Archiviato il 23 settembre 2014 in Internet Archive. |
| 30   |      | Bottega                      | - | Archiviato il 23 settembre 2014 in Internet Archive. |

## Insula VII
| Pos. | Foto | Nome                         | Descrizione | Note                                                 |
| ---- | ---- | ---------------------------- | --- | ---------------------------------------------------- |
| 1    |      | Bottega di Messenius Eunomus | - | Archiviato il 22 settembre 2014 in Internet Archive. |
| A    |      | Casa di Galba                | Parzialmente scavata, deve il nome al ritrovamento di un busto d'argento raffigurante Servio Sulpicio Galba.                                                                        | Archiviato il 22 settembre 2014 in Internet Archive. |
| 3    | -    | Bottega                      | - | Archiviato il 22 settembre 2014 in Internet Archive. |
| 4    |      | Bottega                      | - | Archiviato il 22 settembre 2014 in Internet Archive. |
| 5    |      | Bottega                      | - | Archiviato il 22 settembre 2014 in Internet Archive. |
| 6    |      | Bottega                      | - | Archiviato il 22 settembre 2014 in Internet Archive. |
| 7    |      | Bottega                      | - | Archiviato il 22 settembre 2014 in Internet Archive. |
| 8    |      | Bottega                      | - | Archiviato il 22 settembre 2014 in Internet Archive. |
| 9    |      | Bottega                      | - | Archiviato il 22 settembre 2014 in Internet Archive. |
| 10   |      | Bottega                      | - | Archiviato il 22 settembre 2014 in Internet Archive. |
| 11   |      | Bottega                      | - | Archiviato il 22 settembre 2014 in Internet Archive. |
| 12   |      | Bottega                      | - | Archiviato il 22 settembre 2014 in Internet Archive. |
| B    |      | Basilica Noniana             | quasi del tutto interrata, ha pianta rettangolare con esedra sul fondo: al suo interno sono state rinvenute statue equestri ed una testa in marmo con ancora tracce di colorazione. | Archiviato il 22 settembre 2014 in Internet Archive. |

## Insula OI
| Pos. | Foto | Nome                                    | Descrizione | Note                                                 |
| ---- | ---- | --------------------------------------- | --- | ---------------------------------------------------- |
| 1A   | -    | Casa di M. Pilius Primigenius Granianus | Presenta affreschi in secondo stile e pavimento a mosaico. | Archiviato il 24 settembre 2014 in Internet Archive. |
| A    | -    | Casa della Gemma                        | Si divide in un quartiere residenziale ed uno servile: tra i ritrovamenti una culla in legno con i resti di un bambino ed una cassa ripiena di vasellame in vetro. | Archiviato il 24 settembre 2014 in Internet Archive. |
| B    |      | Casa del Rilievo di Telefo              | Al suo interno sono state ritrovate numerose statue di scuola neoattica, tra cui otto oscilla ed un altorilievo raffigurante il mito di Telefo.                    | Archiviato il 24 settembre 2014 in Internet Archive. |

## Insula OII
| Pos. | Foto | Nome                             | Descrizione | Note                                                 |
| ---- | ---- | -------------------------------- | --- | ---------------------------------------------------- |
| A    |      | Palestra                         | Esplorate per due terzi, le decorazioni sono in secondo stile: al centro della piscina, una fontana a forma di Idra ed una vasca utilizzata per la riproduzione dei pesci. | Archiviato il 23 settembre 2014 in Internet Archive. |
| B    |      | Pistrinum di Sex Patulcius Felix | Nei pressi dell'ingresso sono posti due falli contro il malocchio; al suo interno sono state ritrovate venticinque teglie in bronzo                                        | Archiviato il 23 settembre 2014 in Internet Archive. |
| -    |      | Varie botteghe                   | - | Archiviato il 23 settembre 2014 in Internet Archive. |

## Insula di nord-ovest
| Pos. | Foto | Nome                        | Descrizione                                                                              | Note                                                |
| ---- | ---- | --------------------------- | ---------------------------------------------------------------------------------------- | --------------------------------------------------- |
| A    | -    | Terme di Nord-Ovest         | Scoperte nel 1990, si presentano quasi del tutto intatte, con ancora il tetto originale. | Archiviato il 17 dicembre 2014 in Internet Archive. |
| B    | -    | Casa del Rilievo di Dioniso | Scoperta nel 1990, conserva affreschi in quarto stile, molti a sfondo dionisiaco.        | Archiviato il 17 dicembre 2014 in Internet Archive. |

## Area suburbana
| Pos. | Foto | Nome                                                    | Descrizione | Note                                                |
| ---- | ---- | ------------------------------------------------------- | --- | --------------------------------------------------- |
| A    |      | Terrazza di Marco Nonio Balbo                           | Ospita la tomba in marmo, con statua, di Marco Nonio Balbo. | Archiviato il 17 dicembre 2014 in Internet Archive. |
| B    |      | Terme Suburbane                                         | Utilizzata indistintamente sia da uomini che da donne, conserva affreschi, alcuni di tipo erotico, e decorazioni in stucco.                                                                 | Archiviato il 17 dicembre 2014 in Internet Archive. |
| C    |      | Area Sacra (Sacello di Venere, Sacello dei Quattro Dei) | Su una terrezza sono edificati due piccoli tempi, uno dedicato a Venere, l'altro a Minerva, Mercurio, Nettuno e Vulcano.                                                                    | Archiviato il 17 dicembre 2014 in Internet Archive. |
| D    |      | Spiaggia                                                | Nelle arcate dove venivano ricoverate le barche dei pescatori, dal 1981 sono stati ritrovati numerosi scheletri, appartenenti agli abitanti dell'antica Ercolano, morti durante l'eruzione. | Archiviato il 17 dicembre 2014 in Internet Archive. |

## Altri monumenti
| Pos. | Foto | Nome             | Descrizione | Note                                                 |
| ---- | ---- | ---------------- | --- | ---------------------------------------------------- |
| -    |      | Foro             | Quasi del tutto interrato, è stato esplorato parzialmente tramite cunicoli.                                                                                                | Archiviato il 23 settembre 2014 in Internet Archive. |
| -    |      | Basilica         | Ancora interrata, è stata esplorata solo tramite cunicoli: da essa provengono affreschi e statue, tra cui due equestri, tutto esposto al museo archeologico di Napoli.     | Archiviato il 23 settembre 2014 in Internet Archive. |
| -    |      | Teatro           | È stato il primo edificio dell'antica Ercolano ad essere rinvenuto: ancora interrato, era ornato da numerose statue, conservate al Museo archeologico nazionale di Napoli. | Archiviato il 23 settembre 2014 in Internet Archive. |
| -    |      | Villa dei Papiri | Ancora parzialmente da scavare, dal suo interno provengono cinquantotto statue in bronzo, ventuno in marmo e oltre milleseicento papiri.                                   | Archiviato il 6 gennaio 2017 in Internet Archive.    |